# Museum der Kulturen Basel

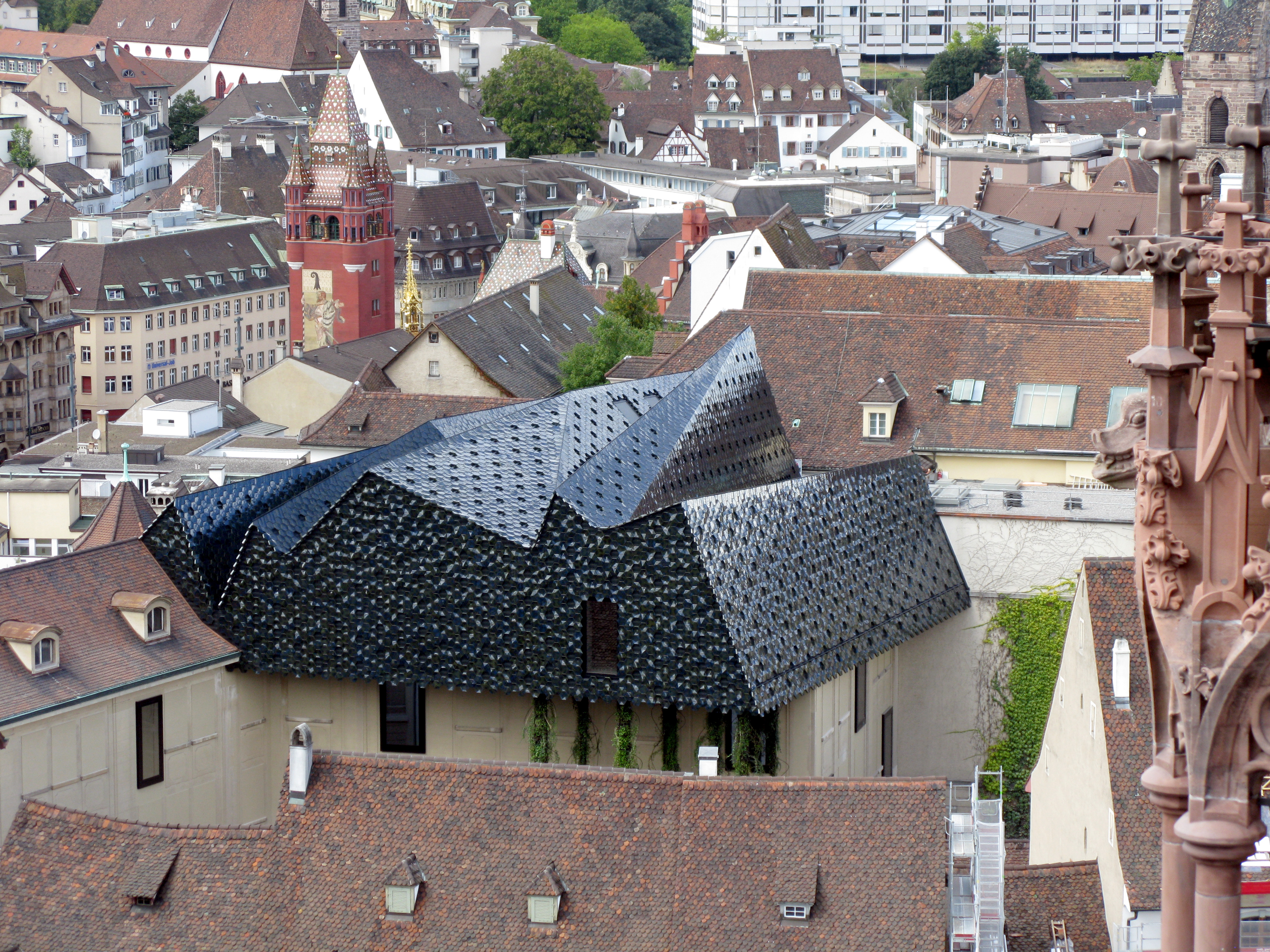
Das extravagante Dachgeschoss vom Münster aus gesehen;
im Hintergrund der rote Rathausturm

Das Museum der Kulturen Basel gehört zu den bedeutendsten ethnografischen Museen Europas. Der Sammlungsbestand von Weltruf zählt mehr als 320'000 Objekte sowie rund 50‘000 historische Fotografien. Um immer wieder Teile davon zu präsentieren und neu zu positionieren, werden neben den beiden Dauerausstellungen jährlich mehrere Sonderausstellungen gezeigt. Der Fokus liegt jeweils auf Themen mit zeitgenössischem Bezug.

## Geschichte
1849 wurde an Stelle des Augustinerklosters auf dem Basler Münsterhügel ein Mehrzweckmuseum von Melchior Berri errichtet, welches mehrere Sammlungen, unter anderem die bedeutende Mexiko-Sammlung von Lukas Vischer, sowie die Universitätsbibliothek umfasste. Darunter befand sich auch die völkerkundliche Sammlung.
Während anfänglich Basler Grossbürger Objekte von ihren Reisen zurückbrachten, übernahmen mit der Professionalisierung des Faches Ethnologie zunehmend Wissenschaftler diese Aufgabe. Forscher wie Fritz und Paul Sarasin, Felix Speiser, Alfred Bühler und Paul Wirz trugen massgeblich zur Erweiterung der Sammlung bei.
1892 beschloss die Basler Regierung, die ethnographische und die historisch-antiquarische Sammlung zu trennen und eine Kommission für die ethnographische Sammlung zu bilden. Die Kommission tagte im Jahr darauf zum ersten Mal – darum gilt das Jahr 1893 als Gründungsjahr des Museums. Aber erst 1918 erhielt die Sammlung für Völkerkunde den Titel «Museum für Völkerkunde». Fritz Sarasin war der erste Präsident der Sammlung respektive Direktor des Museums.
1944 verlieh der Bundesrat der bereits 1904 gegründeten Abteilung Europa den Titel «Schweizerisches Museum für Volkskunde». Damit lautete die Bezeichnung des Museums fortan: «Museum für Völkerkunde und Schweizerisches Museum für Volkskunde».
1996 erhielt das Haus seinen heutigen Namen «Museum der Kulturen Basel».
2020 wurden dem Museum die Tagebücher von Bruno Manser geschenkt.

### Museumsleiter
Seit 1949 mit der Amtsbezeichnung Direktor/in.
- Fritz Sarasin (1896–1942) als Vorsitzender des Museumspräsidiums
- Felix Speiser (1942–1949) als Vorsitzender des Museumspräsidiums
- Alfred Bühler (1949–1964)
- Carl August Schmitz (1964–1965)
- Gerhard Baer (1967–1996)
- Clara B. Wilpert (1996–2006)
- Anna Schmid (seit 2006)

Anna Schmid tritt im Oktober 2025 in den Ruhestand. Neuer Direktor des Museums wird Friedrich von Bose.
Im Laufe der Zeit verlagerte sich der Schwerpunkt des Museums vom Vermitteln fremder Kulturen zum interkulturellen Dialog, was in dem 1996 neu gewählten Namen zum Ausdruck kommt. Das Konzept wurde dementsprechend angepasst: weg von regionalen und hin zu thematischen Ausstellungen, die aber immer einen Bezug zum Hier und Jetzt aufweisen.

## Ausstellungen

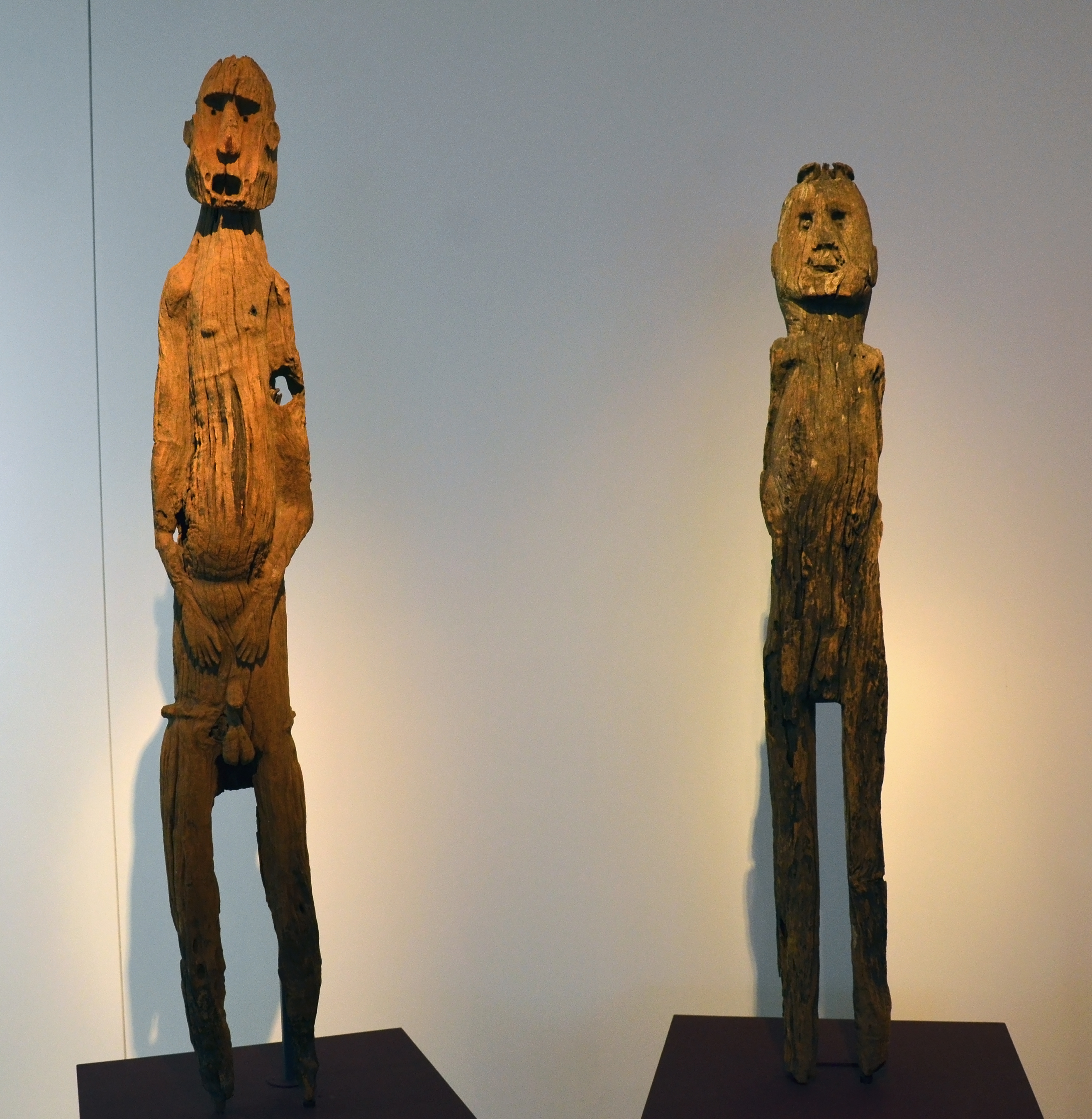
Ahnenskulpturen aus Baguia, Osttimor

Die Sammlung umfasst Objekte aus Europa, Afrika, Asien, Nord-, Zentral- und Südamerika und Ozeanien, darunter ein 16 Meter hohes Kulthaus der Abelam in Papua-Neuguinea. Seit der Umbenennung hat sich das Museum durch Dauer- und Sonderausstellungen profiliert, darunter:
- Bhutan – Festung der Götter (1998)
- Basler Fasnacht – Menschen hinter Masken (1999)
- Tibet – Buddhas, Götter, Heilige (2001–2008)
- Bali – Insel der Götter (2002)
- Feste im Licht – Die religiöse Vielfalt einer Stadt (2005)
- Urban Islam – Zwischen Handy und Koran (2006)
- Rot – Wenn Farbe zur Täterin wird (2007/08)
- Raffiniert und schön – Textilien aus Westafrika (2009/10)
- EigenSinn (2011/12/13)
- Chinatown (2011/12)
- Schwebend – von der Leichtigkeit des Steins (2012)
- Pilgern boomt (2012/13)
- Expeditionen (seit 2012)
- StrohGold – kulturelle Transformationen sichtbar gemacht (seit 2014)
- GROSS – Dinge, Bedeutungen, Dimensionen (seit 2016)
- In der Reihe tanzen – Einzelstücke in Serie (2016/17)
- Mustergültig – Globale Spuren in der lokalen Ikat-Mode (2016/17)
- Migration – Bewegte Welt (2017/18)
- Sonne, Mond und Sterne (bis 2019)
- Das Geheimnis – Wer was wissen darf (2018/19)
- Stückwerk. Geflickte Krüge, Patchwork, Kraftfiguren (2022/23)

Der Sammlungsbestand des Museums der Kulturen geht in seinen Ursprüngen auf die Mitte des 19. Jahrhunderts zurück. Mit den wertvollen Altamerika-Beständen des Basler Geschäftsmannes Lukas Vischer kam die Stadt am Rheinknie in den Besitz einer der ersten öffentlich zugänglichen ethnologischen Sammlungen Europas.
Es waren zunächst vor allem private Sammler, die aus eigenen finanziellen Mitteln die Kontinente bereisten und interessante Objekte und Zeugnisse indigener Alltagskultur nach Basel brachten. Was als kleine Sammlung im Rahmen eines Universalmuseums begann, entwickelte sich mit Forschern wie Fritz und Paul Sarasin, Felix Speiser, Paul Wirz und Alfred Bühler zunehmend zum Hort wissenschaftlicher Arbeit und zum ethnologischen Museum mit internationaler Beachtung. Sie trugen in den kommenden Jahrzehnten massgeblich zur systematischen Vergrösserung der Sammlung bei. Den grössten und schönsten Teil seiner ethnologischen Sammlung hat Emil Hassler dem Museum geschenkt.

## Gebäude
Das 1844 bis 1849 entstandene Museum an der Augustinerstrasse war, inspiriert von Schinkels Bauakademie, Melchior Berris Hauptwerk. Es umfasste ursprünglich den gesamten öffentlichen Sammlungsbestand der Stadt. Die ethnographische Sammlung, seit 1905 in Sammlung für Völkerkunde umbenannt, bezog 1917 im 1913–1915 errichteten Erweiterungsbau des Museums an der Augustinergasse zusätzliche Räumlichkeiten und wurde zum Museum für Völkerkunde. Dieser Erweiterungsbau wurde von den Architekten Vischer & Söhne errichtet.

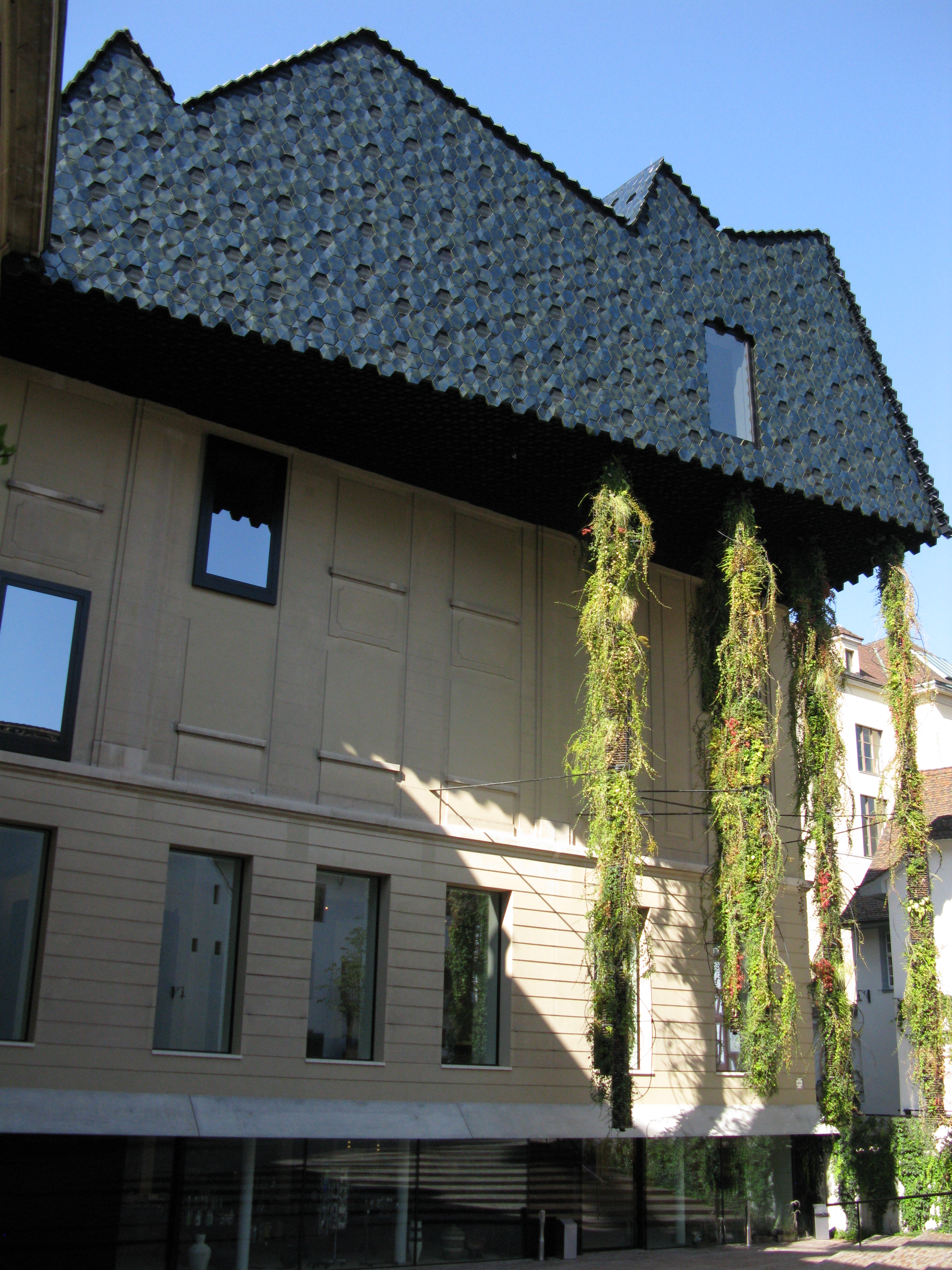
Modernisierter Vischerbau

Von Oktober 2008 und bis  August 2011 wurden die Räumlichkeiten des Museums der Kulturen nach Plänen des Basler Architekturbüros Herzog & de Meuron umgebaut und erweitert. Der Eingang des Museums befindet sich nun direkt am Münsterplatz bzw. im Erweiterungsbau von 1915. Damit ist es einerseits besser erreichbar und andererseits vom Naturhistorischen Museum Basel getrennt, welches nun allein das 1849 eröffnete Museum an der Augustinergasse nutzt. Der hofseitige Erweiterungsbau von 1917 wurde mit einem gefalteten Dachgeschoss für Sonderausstellungen erweitert, das weit über den Altbau auskragt und dessen Flächen mit sechseckigen, schwarzgrünen Fliesen verkleidet wurden. Wegen dieser Materialität und Gestaltung wurde die Erweiterung vom Basler Heimatschutz und der Freiwilligen Basler Denkmalpflege zunächst in einem Rekursverfahren bekämpft und mit rund drei Jahren Verspätung eröffnet. Der Eingang mit Garderobe und Museumsshop wurde in das Untergeschoss verlegt, das durch eine Absenkung der Hofebene freigelegt und verglast wurde.